# Addison County
Addison County ist ein County im Bundesstaat Vermont der Vereinigten Staaten. Der Verwaltungssitz (County Seat) ist Middlebury. Das U.S. Census Bureau hat bei der Volkszählung 2020 eine Einwohnerzahl von 37.363 ermittelt.

## Geographie
Das County liegt im mittleren Westen von Vermont, grenzt im Westen an New York und hat eine Fläche von 2.093 Quadratkilometern, wovon 99 Quadratkilometer Wasserfläche sind. Es grenzt im Uhrzeigersinn an folgende Countys: Chittenden County, Washington County, Orange County, Windsor County, Rutland County, Washington County (New York) und Essex County (New York).
Das Gebiet liegt am südlichen Ostufer des Lake Champlain und des Hudson River. Zwei Drittel der Fläche bestehen aus der Tiefebene entlang dieser beiden Gewässer; nur das östliche Drittel des Landstrichs liegt in den westlichen Ausläufern der Green Mountains. Die Ebene wird weitgehend landwirtschaftlich genutzt; dabei dominiert die Milchwirtschaft. Die bewaldeten Hangflächen der Green Mountains dienen in erster Linie der Holzwirtschaft, in zweiter Linie dem Tourismus.
Der größte Fluss ist der von Süd nach Nord durch das County verlaufende Otter Creek, der bis Vergennes schiffbar ist; die höchste Erhebung ist der Mount Abraham mit 1224 m. Größte Stadt und wirtschaftliches Zentrum ist der Verwaltungssitz Middlebury.

## Geschichte
Addison County wurde am 27. Februar 1787 aus Teilen des Rutland County gebildet.

## Demografische Daten
Nach der Volkszählung im Jahr 2000 lebten im County 35.974 Menschen. Es gab 13.068 Haushalte und 9.108 Familien. Die Bevölkerungsdichte betrug 18 Einwohner pro Quadratkilometer. Ethnisch betrachtet setzte sich die Bevölkerung zusammen aus 96,86 % Weißen, 0,54 % Afroamerikanern, 0,26 % amerikanischen Ureinwohnern, 0,73 % Asiaten, 0,03 % Bewohnern aus dem pazifischen Inselraum und 0,29 % Prozent aus anderen ethnischen Gruppen; 1,29 % stammten von zwei oder mehr ethnischen Gruppen ab. 1,10 % der Bevölkerung waren spanischer oder lateinamerikanischer Abstammung.
Von den 13.068 Haushalten hatten 34,40 % Kinder und Jugendliche unter 18 Jahre, die bei ihnen lebten. 57,40 % waren verheiratete, zusammenlebende Paare, 8,30 % waren allein erziehende Mütter. 30,30 % waren keine Familien. 23,40 % waren Singlehaushalte und in 8,90 % lebten Menschen im Alter von 65 Jahren oder darüber. Die Durchschnittshaushaltsgröße betrug 2,55 und die durchschnittliche Familiengröße lag bei 3,02 Personen.

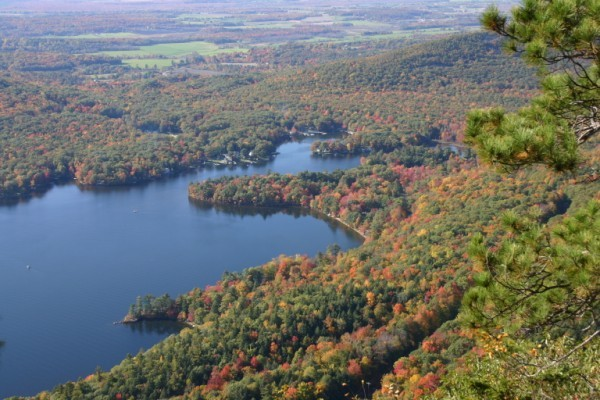
Nördlicher Teil des Lake Dunmore

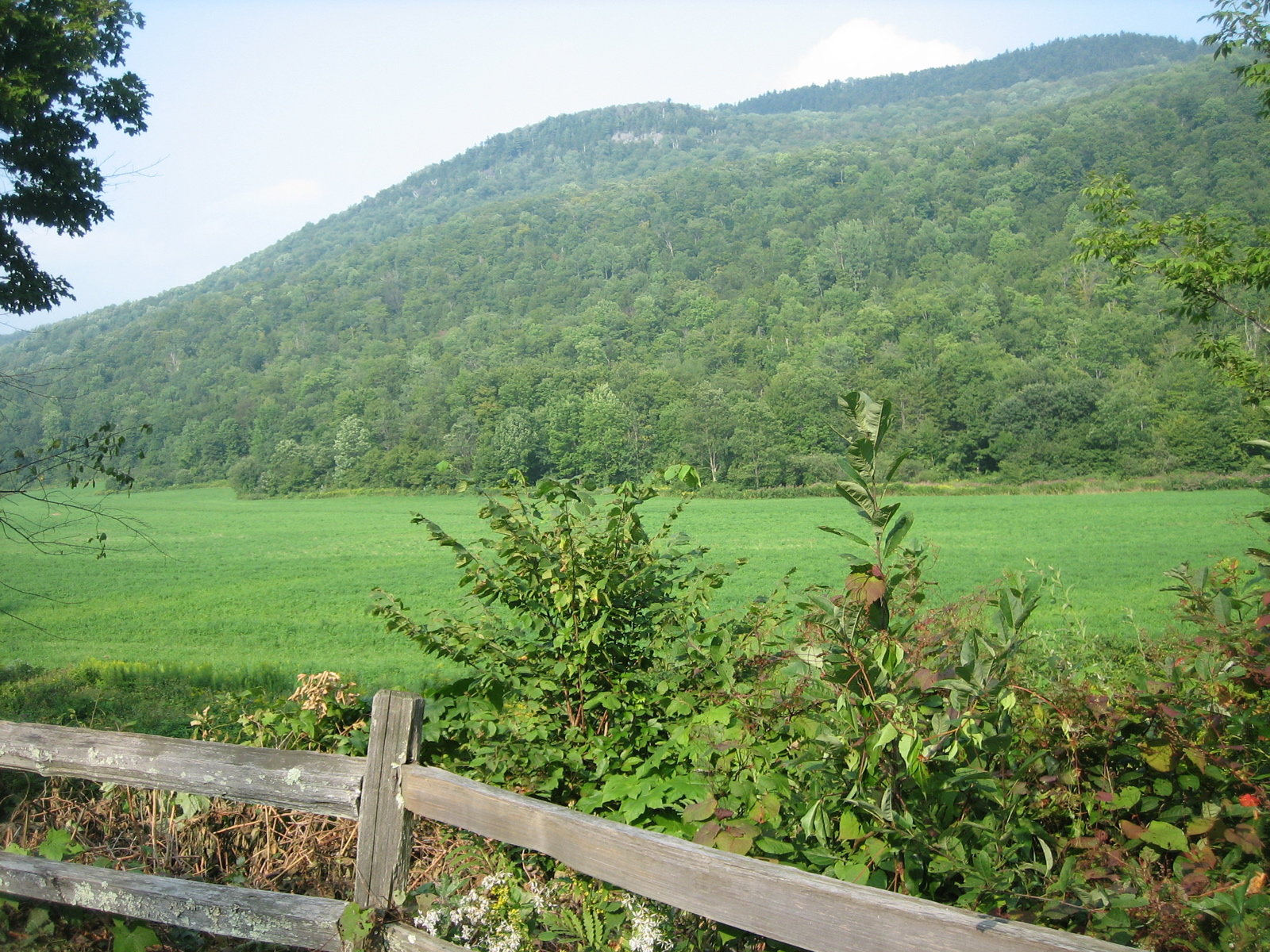
Der Hancock Overlook

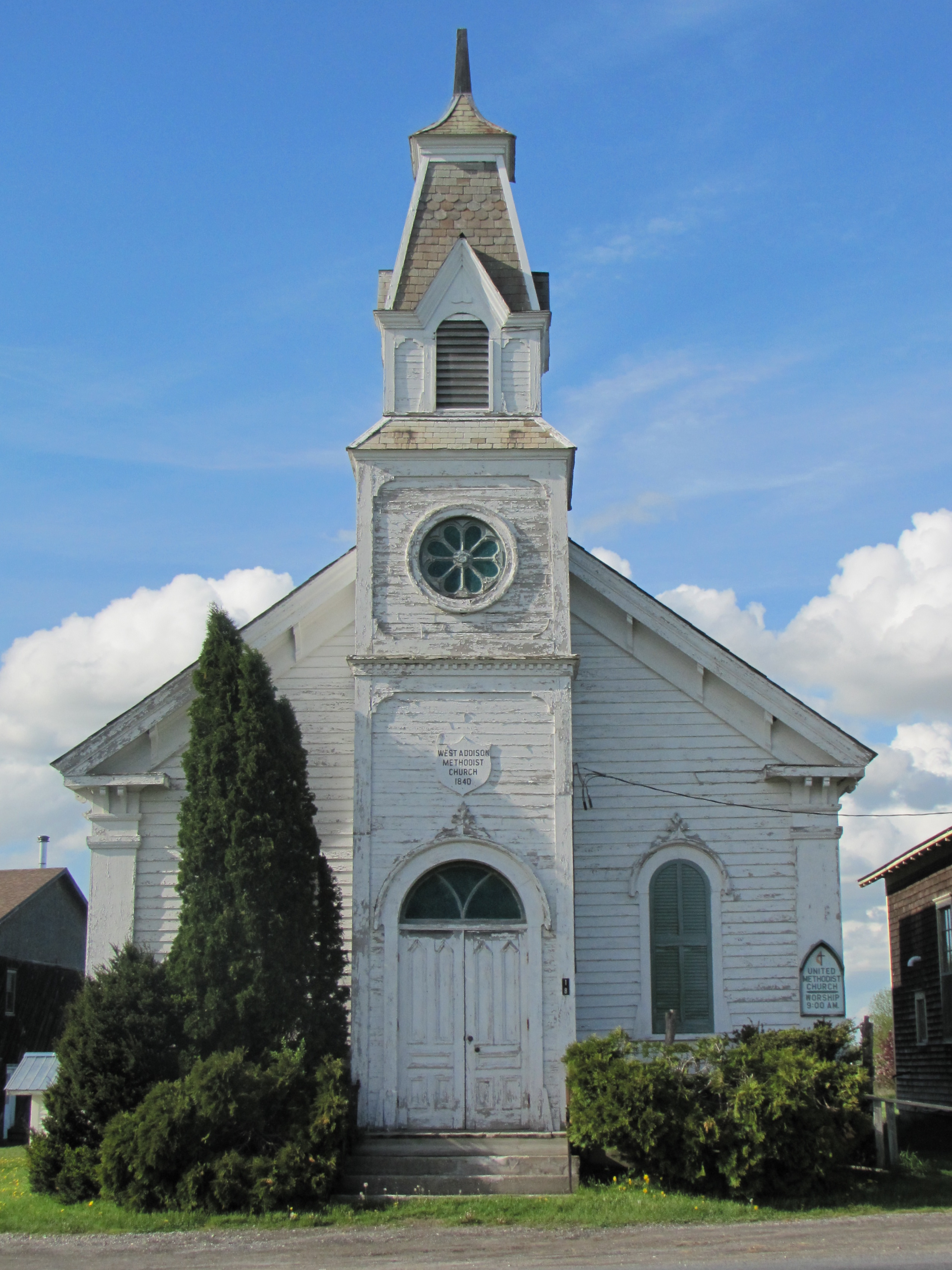
Die West Addison Methodist Church liegt an der Church Street in Addison (Vermont)

Auf das gesamte County bezogen setzte sich die Bevölkerung zusammen aus 24,90 % Einwohnern unter 18 Jahren, 12,50 % zwischen 18 und 24 Jahren, 26,90 % zwischen 25 und 44 Jahren, 24,30 % zwischen 45 und 64 Jahren und 11,30 % waren 65 Jahre alt oder darüber. Das Durchschnittsalter betrug 36 Jahre. Auf 100 weibliche Personen kamen 97,70 männliche Personen, auf 100 Frauen im Alter ab 18 Jahren kamen statistisch 95,40 Männer.
Das jährliche Durchschnittseinkommen eines Haushalts betrug 43.142 USD, das Durchschnittseinkommen der Familien betrug 49.351 USD. Männer hatten ein Durchschnittseinkommen von 31.836 USD, Frauen 24.416 USD. Das Prokopfeinkommen betrug 19.539 USD. 8,60 % der Bevölkerung und 5,10 % der Familien lebten unterhalb der Armutsgrenze. 9,10 % davon waren unter 18 Jahre und 8,00 % waren 65 Jahre oder älter.

## Städte und Gemeinden
Zusätzlich zu den unten angeführten selbständigen Gemeinden gibt es im Addison County für statistische Zwecke die Census-designated places: Bristol, East Middlebury und Middlebury sowie drei Unincorporated Villages, die von den jeweils übergeordneten towns mitverwaltet werden: Bread Loaf, Chimney Point und Satans Kingdom.
| Ortschaft   | Status | Einwohner (2010)! | Gesamte Fläche [km²] | Landfläche [km²] | Bevölkerungsdichte [Einwohner / km²] | Gründung      | Besonderheit |
| ----------- | ------ | ----------------- | -------------------- | ---------------- | ------------------------------------ | ------------- | ------------ |
| Addison     | town   | 1.365             | 126,7                | 107,6            | 12,7                                 | 14. Okt. 1761 |              |
| Bridport    | town   | 1.225             | 119,9                | 113,3            | 10,8                                 | 10. Okt. 1761 |              |
| Bristol     | town   | 3.782             | 109,2                | 107,5            | 35,2                                 | 26. Juni 1762 |              |
| Cornwall    | town   | 1.207             | 74,1                 | 73,7             | 16,4                                 | 3. Nov. 1761  |              |
| Ferrisburgh | town   | 2.646             | 158,4                | 122,8            | 21,5                                 | 24. Juni 1762 |              |
| Goshen      | town   | 172               | 53,9                 | 53,5             | 3,2                                  | 2. Feb. 1792  |              |
| Granville   | town   | 301               | 133,4                | 133,2            | 2,2                                  | 2. Aug. 1781  |              |
| Hancock     | town   | 359               | 98,8                 | 98,5             | 3,6                                  | 31. Juli 1781 |              |
| Leicester   | town   | 990               | 56,4                 | 54,0             | 18,3                                 | 20. Okt. 1761 |              |
| Lincoln     | town   | 1.323             | 115,5                | 115,1            | 11,5                                 | 9. Nov. 1780  |              |
| Middlebury  | town   | 9.152             | 101,6                | 100,6            | 91,0                                 | 2. Nov. 1761  | County Seat  |
| Monkton     | town   | 2.097             | 93,9                 | 92,9             | 22,4                                 | 24. Juni 1762 |              |
| New Haven   | town   | 1.683             | 107,6                | 106,7            | 15,8                                 | 2. Nov. 1761  |              |
| Orwell      | town   | 1.239             | 128,7                | 122,2            | 10,1                                 | 8. Aug. 1763  |              |
| Panton      | town   | 646               | 57,1                 | 17,0             | 38,0                                 | 3. Nov. 1761  |              |
| Ripton      | town   | 739               | 129,1                | 128,7            | 5,7                                  | 13. Apr. 1781 |              |
| Salisbury   | town   | 1.221             | 77,8                 | 74,8             | 16,3                                 | 3. Nov. 1761  |              |
| Shoreham    | town   | 1.260             | 120,2                | 112,5            | 11,2                                 | 8. Okt. 1761  |              |
| Starksboro  | town   | 1.756             | 118,8                | 118,3            | 14,8                                 | 9. Nov. 1780  |              |
| Vergennes   | city   | 2.553             | 6,5                  | 6,3              | 405,2                                | 23. Okt. 1788 |              |
| Waltham     | town   | 446               | 23,5                 | 23,7             | 18,8                                 | 31. Okt. 1796 |              |
| Weybridge   | town   | 814               | 45,5                 | 44,0             | 18,5                                 | 3. Nov. 1761  |              |
| Whiting     | town   | 405               | 35,5                 | 35,2             | 11,5                                 | 6. Aug. 1763  |              |